# 利氏狼綿鳚
利氏狼綿鳚，為輻鰭魚綱鱸形目绵鳚亞目绵鳚科的其中一種，分布於東北大西洋區，包括法羅群島、加拿大、格陵蘭、斯匹次卑爾根群島等海域，屬深海底棲性魚類，棲息深度在水深839至1463公尺，喜棲息在泥底質海域，體長可達35.5公分，屬肉食性，以魚類及無脊椎動物為食。

## 扩展阅读
維基物種上的相關：利氏狼綿鳚